# 빅토리아 모랄레스
빅토리아 모랄레스(Victoria Moroles, 1996년 9월 4일 ~ )는 미국의 배우이다.

## 텔레비전
- CSI: 과학수사대
- 레전드 (드라마)
- 리브 & 매디
- 틴 울프 (2011년 드라마)